# 乌什塔拉河
乌什塔拉河，位于中华人民共和国新疆维吾尔自治区和硕县北部地区的一条河流，由两大源流汇集而成，西支努茨根乃郭勒发源于中天山支脉南坡的哈衣都他乌冰川，东支东塔西哈恩郭勒发源于塔西干达坂冰川，两支在乃仁克尔乡东南约4.2千米处的山谷汇合后始称“乌什塔拉河”。乌什塔拉河向南流经八一水库和哈尔乌拉山峡谷后出山口，在山口处大部分河水经山口引水枢纽引向乌什塔拉回族乡灌区，余水继续南流，最后散失于博斯腾湖以北的盐沼区，唯有大洪水发生时，部分河水呈散流状注入博斯腾湖。山口以上河长50千米，流域面积783平方千米，年均径流量约0.50亿立方米。